# Georg Treu
Georg Treu (San Pietroburgo, 29 marzo 1843 – Dresda, 5 ottobre 1921) è stato un archeologo russo naturalizzato tedesco, fu il curatore della collezione di reperti e opere d'arte conservati presso l'Albertinum di Dresda.
Iniziò come studente di teologia all'Università di Tartu, tuttavia successivamente cambiò disciplina intraprendendo gli studi di archeologia presso l'Università Humboldt di Berlino. Nel 1866 divenne assistente ricercatore per i reperti archeologici conservati presso il museo dell'Ermitage di San Pietroburgo, successivamente ricevette il suo dottorato presso l'Università Georg-August di Gottinga nel 1874. In seguito fece ritorno a Berlino dove assunse l'incarico di lettore presso l'Università e contemporaneamente quello di Vice-Direttore presso il Museo statale di Berlino.

Tra il 1875 ed il 1881 ebbe l'incarico di responsabile degli scavi archeologici presso Olimpia e nel 1882 venne prescelto come sostituto dello storico Hermann Theodor Hettner in qualità di curatore della collezione di sculture presso l'Albertinum, posizione che conservò ininterrottamente fino al 1915. In questo ruolo si dimostrò particolarmente attivo nell'opera di arricchimento della collezione con l'acquisizione di nuovi reperti, in particolare sculture ed opere in terracotta.

Quando la Camera delle Meraviglie appartenente al Principato Elettorale di Sassonia venne smembrato, Treu colse l'occasione per incrementare la collezione dell'Albertinum con opere d'arte appartenenti al Rinascimento ed al periodo Barocco. Tuttavia si interessò anche all'arte contemporanea, acquisendo tramite i suoi mediatori, opere di grandi artisti dell'epoca quali Auguste Rodin, Constantin Meunier e Max Klinger. Nel 1891 aprì una collezione di calchi in gesso di opere d'arte famose che ispirarono Ivan Vladimirovich Tsvetayev per la creazione di una collezione simile presso il Museo Puškin delle belle arti. Nel 1900 fece allestire la cosiddetta Sammlung Treus, una mostra permanente per narrare la storia dell'arte scultorea.

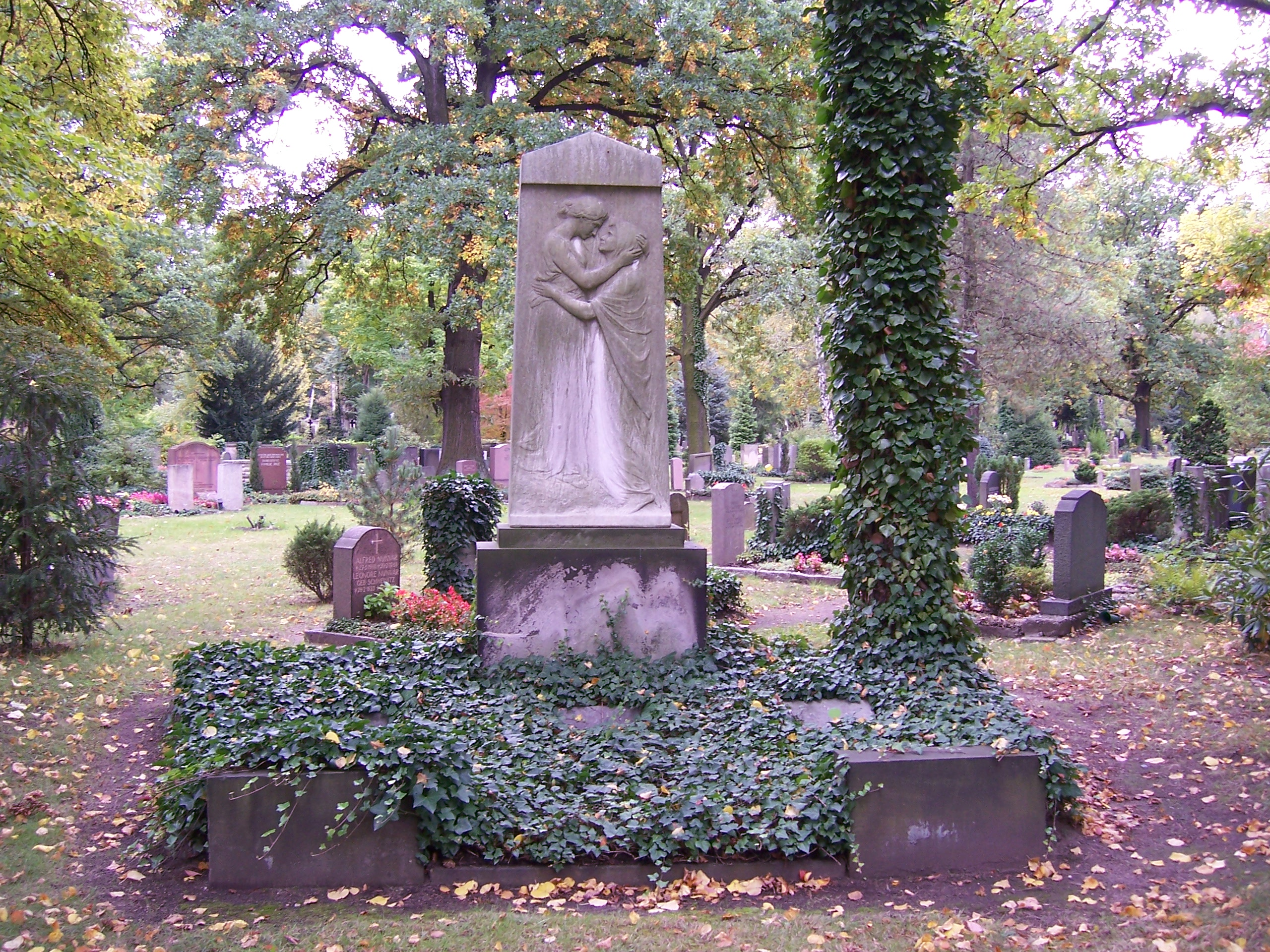
La tomba di Treu presso Johannisfriedhof ad opera dello scultore Robert Diez.

In aggiunta al suo ruolo di curatore dell'Albertinum, Treu affiancò quella di insegnante presso l'Accademia di belle arti di Dresda e presso l'Università tecnica di Dresda, dove fu anche curatore delle loro collezioni di opere d'arte. Nel 1906 ricevette un dottorato onorario dall'Università di Aberdeen e dall'università tecnica di Dresda nel 1913. 
Alla sua morte venne seppellito presso il quartiere di Johannisfriedhof e la sua tomba è stata decorata dallo scultore Robert Diez; la strada che congiunge l'Albertinum con l'Accademia di Belle Arti è stata dedicata al suo nome Georg Treu Platz. 

## Scritti
- Griechische Tongefäße in Statuetten- und Büstenform (1875)
- Hermes mit dem Dionysosknaben (1878)
- Die Bildwerke von Olympia in Stein und Ton (1894)
- Max Klinger als Bildhauer (1899)
- Hellenische Stimmungen in der Bildhauerei (1910)